# Víktor Paskhàlov
Víktor Nikàndrovitx Paskhàlov, rus: Виктор Никандрович Пасхалов (Saràtov, Imperi Rus, 30 d'abril [C.J. 18 d'abril] de 1848, - Kazan, Imperi Rus, 13 de març [C.J. 1 de març] de 1885) fou un compositor rus.

## Biografia
Nascut en una família noble, el seu pare era oficial, la seva mare, A. N. Paskhàlova, era poetessa i, en el seu segon matrimoni, es va casar amb l'escriptor Danïil Mordóvtsev. El germà petit, Klavdi Paskhàlov, fou un famós personatge públic, escriptor i monàrquic.
Des de la infantesa, va estudiar música. Després de graduar-se al gimnàs de Saràtov (1859), va ingressar a la facultat de filologia històrica de la Universitat de Kazan. Es va traslladar a Moscou, al Conservatori de Moscou, on va estudiar durant dos anys; va anar a París, on durant diversos anys va assistir com a oient a les classes del conservatori local.
En tornar la seva terra natal, va viure a Saràtov, Moscou, Sant Petersburg i Kazan, i guanyava la vida fent classes de música. En 1881–1882 va ser el cap de la primera escola de música gratuïta a Kazan.
Autor de moltes (aproximadament 60) romances; les més famoses són Sota la fragant branca del lilà rus: Под душистою ветвью сирени, Nen, la misericòrdia de Déu és amb tu rus: Дитятко, милость господня с тобой, Nivuixka rus: Нивушка, Les expectatives s'han fet realitat rus: Сбылись ожидания, He aplanat el camí rus: Проторила я дорожку. V. N. Paskhàlov va recopilar una col·lecció de cançons populars russes, enregistrades posteriorment amb la veu del famós cantant A. F. Makàrov-Iúnev. També és coneguda la seva òpera inacabada El primer destil·lador, rus: Первый винокур, extractes de la qual Paskhàlov va interpretar al 1872 a Sant Petersburg a les reunions del Grup dels Cinc i va rebre altes qualificacions de Vladímir Stàssov i Modest Mússorgski.
Els musicòlegs assenyalen una certa influència de les lletres de la música de cambra de Paskhàlov en les obres de Txaikovski i Mussorgski.
La vida sencera del compositor es va veure afectada per una malaltia nerviosa que es manifestava ja en la infància. Els últims anys va passar a la pobresa. Es va suïcidar. Va ser enterrat al cementiri Arsk de Kazan.
El fill del compositor - Viatxeslav Víktorovitx Paskhàlov- fou un famós musicòleg soviètic, etnògraf i doctor en història de l'art.